# Arthrodesmus sachlanii
Arthrodesmus sachlanii là một loài Song tinh tảo trong họ Desmidiaceae, thuộc chi Arthrodesmus.